# یی هوانگ
یی هوانگ (انگلیسی: Yi Hwang; ۱ ژانویهٔ ۱۵۰۱ – ۱ ژانویهٔ ۱۵۷۰) نویسنده و یکی از دو پژوهش‌گر مشهور نئوکنفوسیانیسمی در پادشاهی چوسان بود. فیلسوف دیگر همتای جوان‌تر وی یی ای (یولگوک) بود.
به عنوان یک شخصیت کلیدی در ادبیات نئوکنفوسیانیسمی؛ او یک مدرسه به نام «یونگ‌نام» را تأسیس کرد و دانشکده دوسان سوون را به عنوان یک آکادمی خصوصی کنفسیوسی پایه‌ریزی نمود. یی هوانگ اغلب توسط لقب مستعار و تخلصش یعنی توگی (نهر خفته) نامیده می‌شود. نام درباری وی نیز گیونگ هو می‌باشد.
برخی از نوشته‌های وی در جریان تهاجم ژاپن به کره (۱۵۹۸–۱۵۹۲) توسط ارتش ژاپن غارت شد، که این امر نیز در پیشرفت کنفسیوس‌گرایی ژاپن تأثیر داشت.

## زندگی
یی هوانگ در سال ۱۵۰۱ و در آندونگ در شمال استان جئونسانگنام به دنیا آمد. در میان هشت فرزند خانواده جوان‌ترین آنان محسوب می‌شد. به عنوان یک پسر اعجوبه؛ او در سن ۱۲ سالگی قطعات ادبی کنفسیوسی را از عمویش آموخت و با تحسین اشعار تائو ژیان اقدام به نوشتن شعرهایی نمود. شعر وی «یادانگ» (برکه ای در باد) که در سن هجده سالگی نوشته شده بود؛ به عنوان یکی از بزرگترین آثار وی مورد توجه قرار دارد.
در حدود بیست سالگی او شروع به مطالعهٔ کتاب تغییرات و مکتب نئوکنفوسیانیسم نمود. اشتیاق وی به مطالعه به قدری بود که او به سلامت خود صدمه زده و حتی زمانی که درمورد فلسفهٔ تغییرات اندیشه می‌کرد؛ از خوردن و آشامیدن امتناع می‌کرد.
در سن ۲۱ سالگی او ازدواج کرد و دو سال بعد اولین پسرش متولد شد. در سال ۱۵۲۷؛ او آزمون انتخابی منطقهٔ کیونگ سانگ را گذراند و سال بعد امتحان کلان‌شهری را با رتبهٔ دوم و موفقیت گذرانده و درجهٔ لیسانس ادبی را دریافت کرد. همسرش چند ماه قبل از موفقیت وی درگذشت. در سال ۱۵۳۰؛ او مجدداً ازدواج نمود و پسرش دیگرش در سال آتی متولد شد.
او زمانی که ۲۳ سال داشت به سئول نقل مکان کرد و در سال ۱۵۲۳ به آکادمی سونگ کیون کوان وارد شد. در سال ۱۵۲۷ او آزمون‌های مقدماتی را برای کسب یک مقام دولتی گذراند ولی در سن ۳۳ سالگی مجدداً به سونگ کیون کوان وارد شد و با کمک محققی به نام کیم این هو وارد اجتماع شد. او در سال ۱۵۳۴ آزمون خدمات کشوری را با نمرهٔ عالی گذراند و در حالی که برای دولت نیز کار می‌کرد؛ اهداف محققانهٔ خود را هم دنبال می‌کرد.
او در ۳۷ سالگی و به علت مرگ مادرش به شهر زادگاهش برگشت و برای وی به مدت سه سال سوگواری نمود. او از ۳۹ سالگی به بعد به مقامات مختلفی منصوب شد و بعضاً چندین پست مختلف را از جمله بازرس مخفی سلطنتی در سال ۱۵۴۲ در اختیار داشت. او در تمام مدت عمرش ۲۹ منصب دولتی را در اختیار داشت. اگرچه او مکرراً درخواست می‌کرد تا به دلیل سلامتی رو به افولش از امور دولتی کناره‌گیری کند.
وی به عنوان وزیر کار؛ وزیر تشریفات و عضو دفتر فرمان‌های سلطنتی به ایفای نقش پرداخت. صداقت وی باعث شده بود در هنگام پاکسازی مقامات فاسد دولتی بدون اغماض رفتار کند. در چندین مورد او به دلیل پایبندی محکم به اصول از قصر اخراج شده بود. در یک گزارش به پادشاه؛ به عنوان یک بازرس سلطنتی در یک تور بازرسی از منطقهٔ چانگ چونگ؛ او یک مقام محلی را که دستور یک قاضی محلی را نادیده گرفته و با گرفتن اختیار کالاهای دولتی به‌طور غیرقانونی ثروتی برای خود جمع کرده بود؛ با بی‌رحمی محکوم کرد.
یی هوانگ از نبردهای قدرت و کشمکش‌های مختلف در دربار سلطنتی در آخرین سال‌های سلطنت پادشاه جانگ جونگ ناامید شده بود و به همین دلیل پست سیاسی اش را ترک کرد. اما او به‌طور پیوسته‌ای از بازنشستگی درآمده و چندین پست دولتی را در خارج از دربار سلطنتی و در مناطق روستایی در اختیار می‌گرفت. او در سن ۴۸ سالگی فرماندار دانیانگ و بعدها فرماندار پونگ گی بود. در طول روزهایش در پونگ گی؛ وی آکادمی خصوصی نئو کنفسیوسی بک اوندوگ سوون را که توسط سلفش جو سه بونگ تأسیس شده بود؛ بهبود بخشیده و مجدداً توسعه داد.
او به عنوان سر مربی سونگ کیون کوان در سال ۱۵۵۲ نامیده شد اما بعد از ان پست‌های مهم دیگر را رد کرد. در سال ۱۵۶۰ وی «دوسان سودانگ» را تأسیس کرد و خود را به مطالعه؛ تعمق و آموزش شاگردانش محدود کرد. پادشاه میونگ جونگ سعی نمود تا نظر مساعد وی را در مورد بازگشت به پست‌های سیاسی جلب کند ولی در تعلق خاطر به مطالعه ثابت قدم بود. سرانجام وقتی فرستاده‌هایی از سلسلهٔ مینگ به سئول آمدند؛ او در پی درخواست پادشاه در سن ۶۷ سالگی به دربار سلطنتی بازگشت. زمانی که پادشاه میونگ جونگ به‌طور ناگهانی فوت کرد؛ جانشین وی یعنی پادشاه سونجو؛ یی هوانگ را به سمت وزیر تشریفات منصوب کرد ولی او این پیشنهاد را رد کرد و بار دیگر به شهر زادگاهش برگشت.
اما پادشاه به‌طور متناوب یی هوانگ را به دربار فرا می‌خواند و او نیز که نمی‌توانست بیش از این درخواست پادشاه را رد کند؛ مجدداً امور دولتی را در سن ۶۸ سالگی از سر گرفت و اسناد مشاوره ای زیادی را به مانند «ده دیاگرام در مورد یادگیری حکیمانه» نوشت. او همچنین در حضور خانواده سلطنتی کنفرانس‌هایی در مورد آموخته‌های محققین کنفسیوسی دودمان سونگ را ارائه داد. او سرانجام در سن هفتاد سالگی از سیاست بازنشسته شده و در سال ۱۵۷۰ درگذشت.